# Ralph Jones
Ralph Miles Jones III is een Amerikaanse jazzmuzikant (saxofoon, klarinet, fluit, piano). Hij bespeelt bovendien ney, hulusi, umtshingo en is ook hoogleraar

## Biografie
Jones groeide op in Detroit. Hij verwierf in 1993 de bachelor of arts in muzieketnologie en in 2008 de master in African American Studies aan de University of California, Los Angeles. In de loop van zijn carrière werkte hij met Wadada Leo Smith, Charles Moore, Kenny Cox, MC5, Norman Connors en Pharoah Sanders, het WDR Rundfunkorchester Köln en Yusef Lateef (African American Epic Suite, 1994), in Californië met het improvisatie-ensemble Build An Ark. Tijdens de jaren 2010 vormde hij met Adam Rudolph een duo en speelde hij ook in diens bigband Go: Organic Orchestra. Jones doceert aan het African American Studies Department aan het Oberlin College en is vervangend leider van de California State Summer School for the Arts. In 2018 speelde hij met Hamid Drake en Adam Rudolph in het trio Karuna.

## Discografie
- 1980: Norman Connors – Take It to the Limit (Arista Records)
- 1981: Pharoah Sanders & Norman Connors – Beyond a Dream (Novus Records)
- 2000: Yusef Lateef: Beyond the Sky (YAL)
- 2010: Adam Rudolph / Ralph Jones – Yèyí:  A Wordless Psalm of Prototypical Vibrations  (Meta Records)
- 2012: Adam Rudolph / Ralph Jones: Merely a Traveler on the Cosmic Path (Meta Records)

- Bibliothèque nationale de France: cb13958943v (data)
- MusicBrainz: dfe48c82-f769-42ee-85de-4d8914613a96
- Virtual International Authority File: 64197759